# Abramo Albini
Abramo Albini (Garzeno, 29 de enero de 1948) es un deportista italiano que compitió en remo. Participó en dos Juegos Olímpicos de Verano en los años 1968 y 1972, obteniendo una medalla de bronce en México 1968 en la prueba de cuatro sin timonel.

## Palmarés internacional
| Juegos Olímpicos | Juegos Olímpicos          | Juegos Olímpicos  | Juegos Olímpicos   |
| Año              | Lugar                     | Medalla           | Prueba             |
| ---------------- | ------------------------- | ----------------- | ------------------ |
| 1968             | Ciudad de México (México) | Medalla de bronce | Cuatro sin timonel |